# نیژنتاولیکایوو
نیژنتاولیکایوو (به لاتین: Nizhnetavlykayevo) یک منطقهٔ مسکونی در روسیه است که در باشقیرستان واقع شده‌است.